# Pieter van den Broecke
Pieter van den Broecke (Antwerpen, 1585 – Straat Malakka, 1640) was een lakenkoopman in dienst van de Vereenigde Oostindische Compagnie (VOC). Hij maakte vijf reizen en was acht jaar onderweg. Hij was een van de eerste Nederlanders die koffie dronk.

## Biografie
Zijn vader, eveneens Pieter Van den Broecke geheten, woonde in Antwerpen en vluchtte vanwege zijn calvinistische overtuiging naar Alkmaar. De familie woonde in Hamburg en trok rond 1597 naar Amsterdam. Ten tijde van de oprichting van de VOC ontwikkelde zoon Pieter zich tot handelsman en klom bij de V.O.C. op tot opperkoopman en later admiraal. Zijn eerste reis als jonge en onervaren koopman maakte van den Broecke naar de Kaapverdische Eilanden voor de kust van Senegal in november 1605. Daarna reisde hij driemaal, in 1607, 1609 en 1611, naar Angola waarbij hij onder meer het Koninkrijk Kongo en het Koninkrijk Loango aandeed. In 1611 bracht Van den Broecke 65.000 pond ivoor terug.
In 1613 verklaarden Jacques Nicquet en Frans J. Hinlopen dat ze tevreden waren en hem graag in dienst wilden houden. In 1614 bezocht Van den Broecke de stad Mokka (Jemen). Hij was benoemd tot opperkoopman in Suratte en door zijn toedoen ontstond daar vanaf 1616 een bloeiende VOC-vestiging met een aantal kleinere kantoren in het achterland, zie handelsposten van de VOC in het Midden-Oosten.
Hij voerde het bevel over het verkenningsschip Duyfken, dat samen met de Middelburch naar Madagaskar was gezeild om slaven te halen. Bij het stranden van zijn twee schepen voor de kust van Suratte zou hij niet zijn opgewassen tegen de situatie. Van den Broecke trok evenwel met honderd man dwars door Voor-Indië, en kwam na een overval door een roversbende, aan in Paliacatta (tegenwoordig Pulicat geheten) op de kust van Coromandel wat hem naam en roem bezorgde.
Pas in 1618 kwam er een garnizoen in het fort van Jacatra. Er ontstond onenigheid met de Engelsen en de Jacatranen. Toen Jan Pieterszoon Coen naar de Molukken vertrok om versterking te halen, kreeg Van den Broecke het bevel over het fort. Hij sloot een overeenkomst met de vorst van Jacatra, Widjayakrama, maar werd tijdens een bezoek aan het paleis gevangengenomen. Met een strop om de hals werd hij te kijk gezet. Alleen door overgave van het fort zou zijn leven en vrije aftocht worden gewaarborgd. Op 28 mei keerde Coen terug met een vloot van zestien schepen, 1220 koppen en Japanse huurlingen. Hierna volgde de slag om Jacatra, het huidige Jakarta. Aan Nederlandse kant sneuvelde maar een man.
Van den Broecke was aanwezig toen Coen in 1621 de onwillige bevolking van de Banda-eilanden probeerde te onderwerpen om een handelsmonopolie af te dwingen. Er vielen zoveel doden, dat de eilandjes opnieuw bevolkt moesten worden (zie VOC op de Banda-eilanden). De eilandjes, waarvan het grootste nauwelijks de helft van Texel besloeg, waren van belang vanwege hun superieure kruidnagelen en nootmuskaat.
Talrijke brieven en rapporten van Van den Broeckes hand zijn te vinden in het Nationaal Archief. Twee van zijn reisverhalen zijn uitgegeven door de Linschoten-Vereeniging: de journaals van zijn reizen naar West-Afrika en zijn reizen naar Indië. De manuscripten zijn een belangrijke historische bron omdat Van den Broecke een van de eerste Europeanen was die de samenlevingen in West-Afrika en Centraal-Afrika beschreef, en in detail de handelsstrategie op de kust van Afrika.
Hij werd geëerd met een gouden ketting met een medaille bij zijn retourvloot in 1630. Frans Hals met wie hij was bevriend, schilderde toen zijn portret. Het hangt in Kenwood House in Hampstead Heath, Londen. Zijn zoon was perkenier (plantagehouder) op Banda. De familie Van den Broecke woonde daar dertien generaties lang.
Van den Broecke stierf op 1 december 1640 in de Straat van Malakka "aan brandende koortzen", vermoedelijk de pest.

## Afbeeldingen

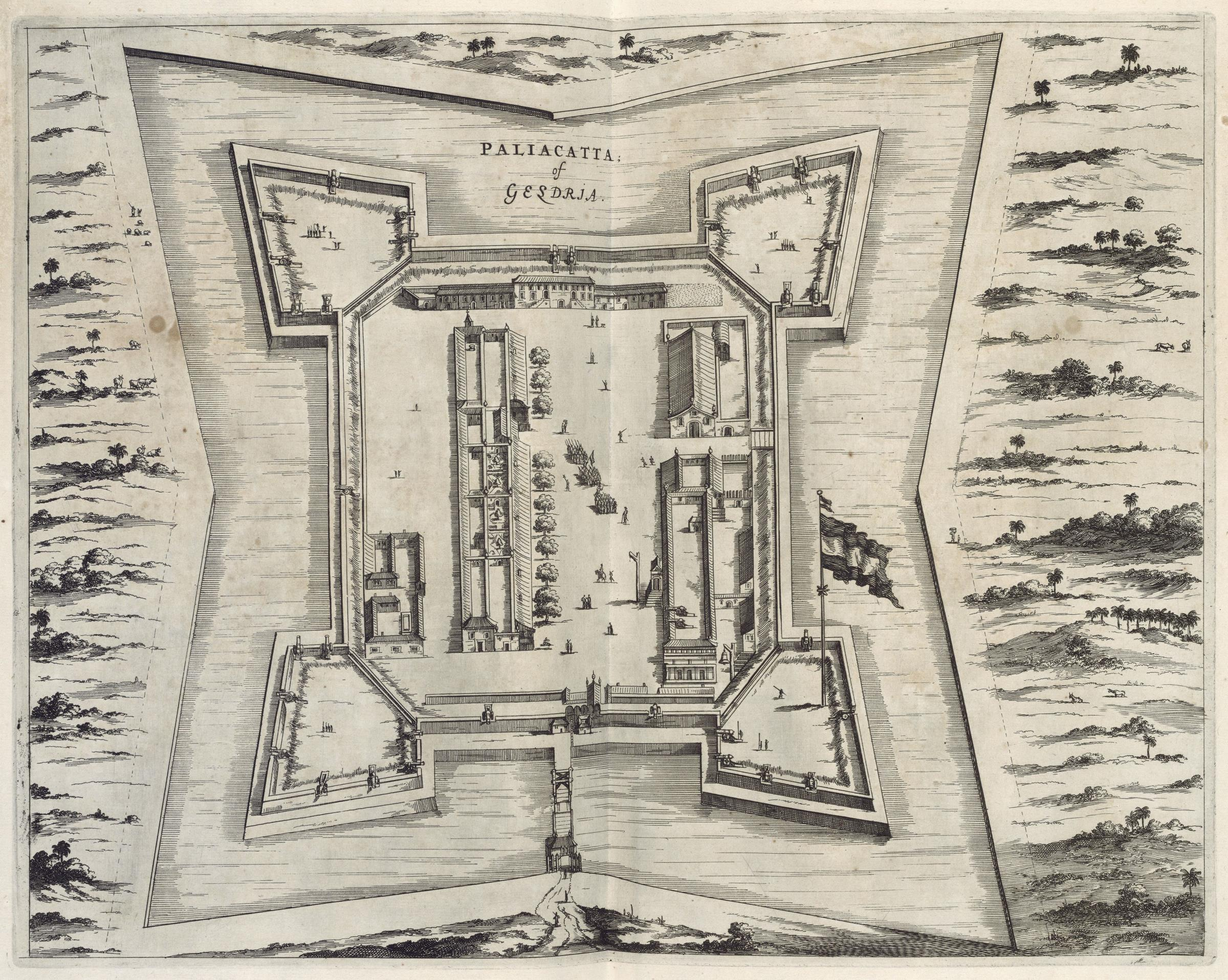
Casteel Geldria, Paliacatta (tegenwoordig Pulicat geheten).
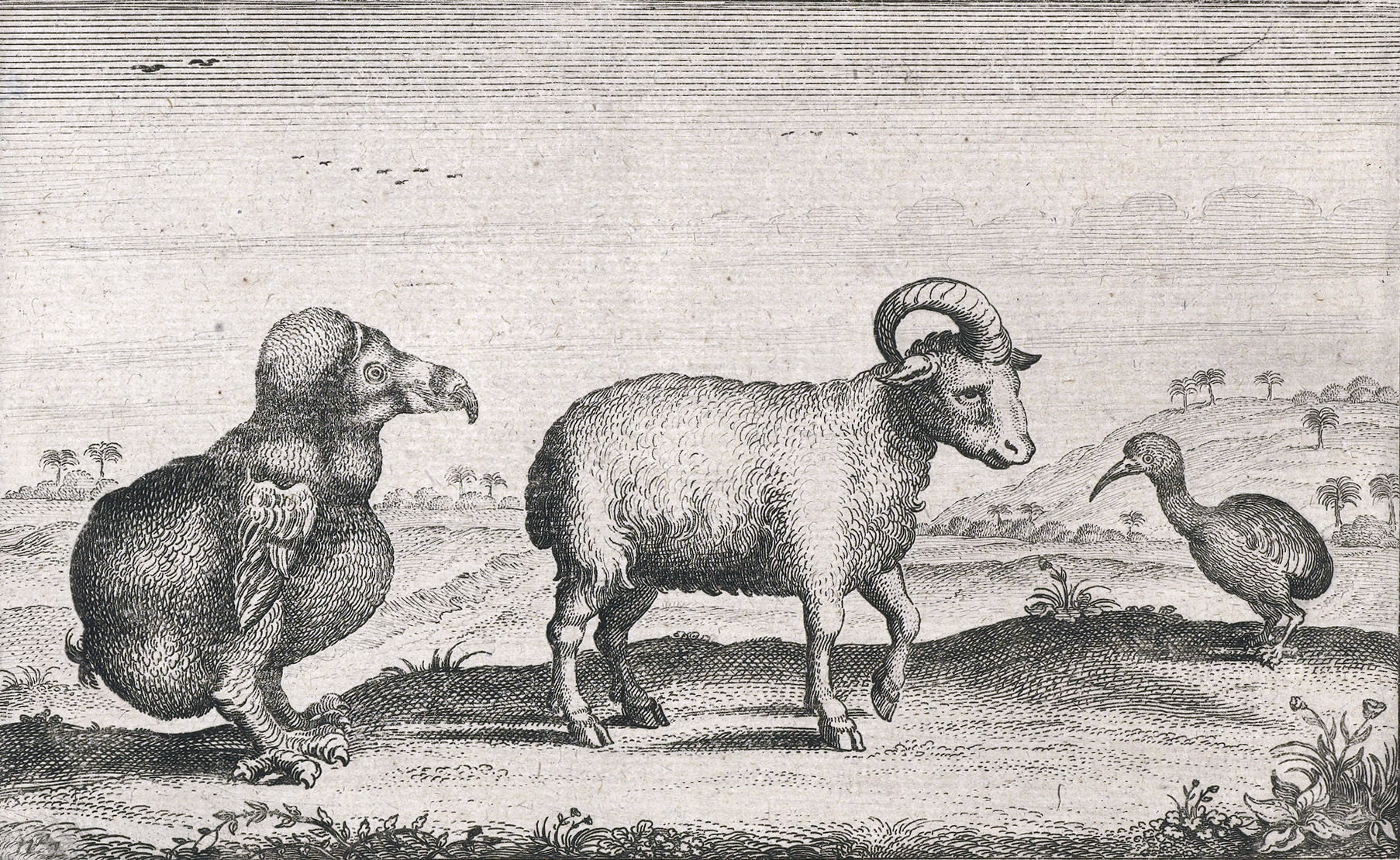
Van den Broecke's tekening van een Rode ral (Aphanapteryx bonasia), in 1617 aangetroffen op Mauritius
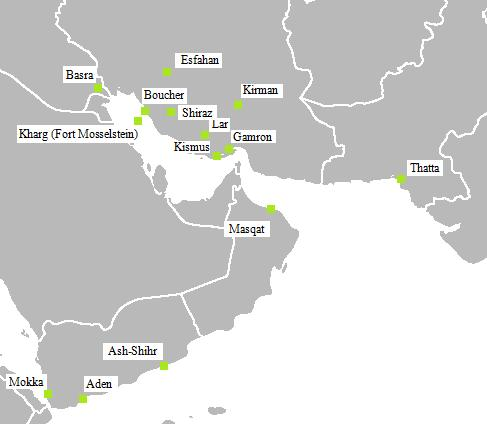
VOC-Middenoosten.
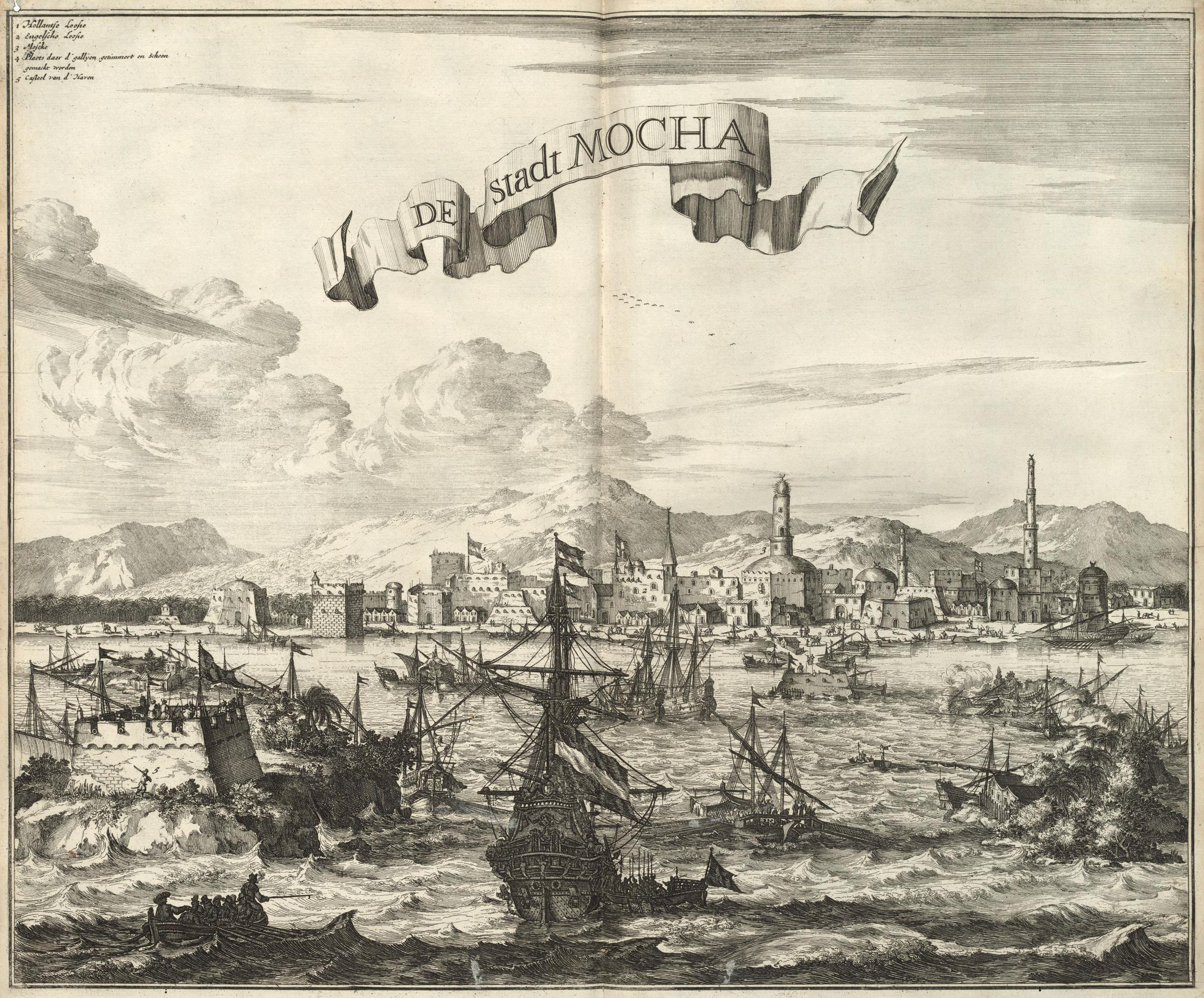
Gezicht op de stad Mokka.
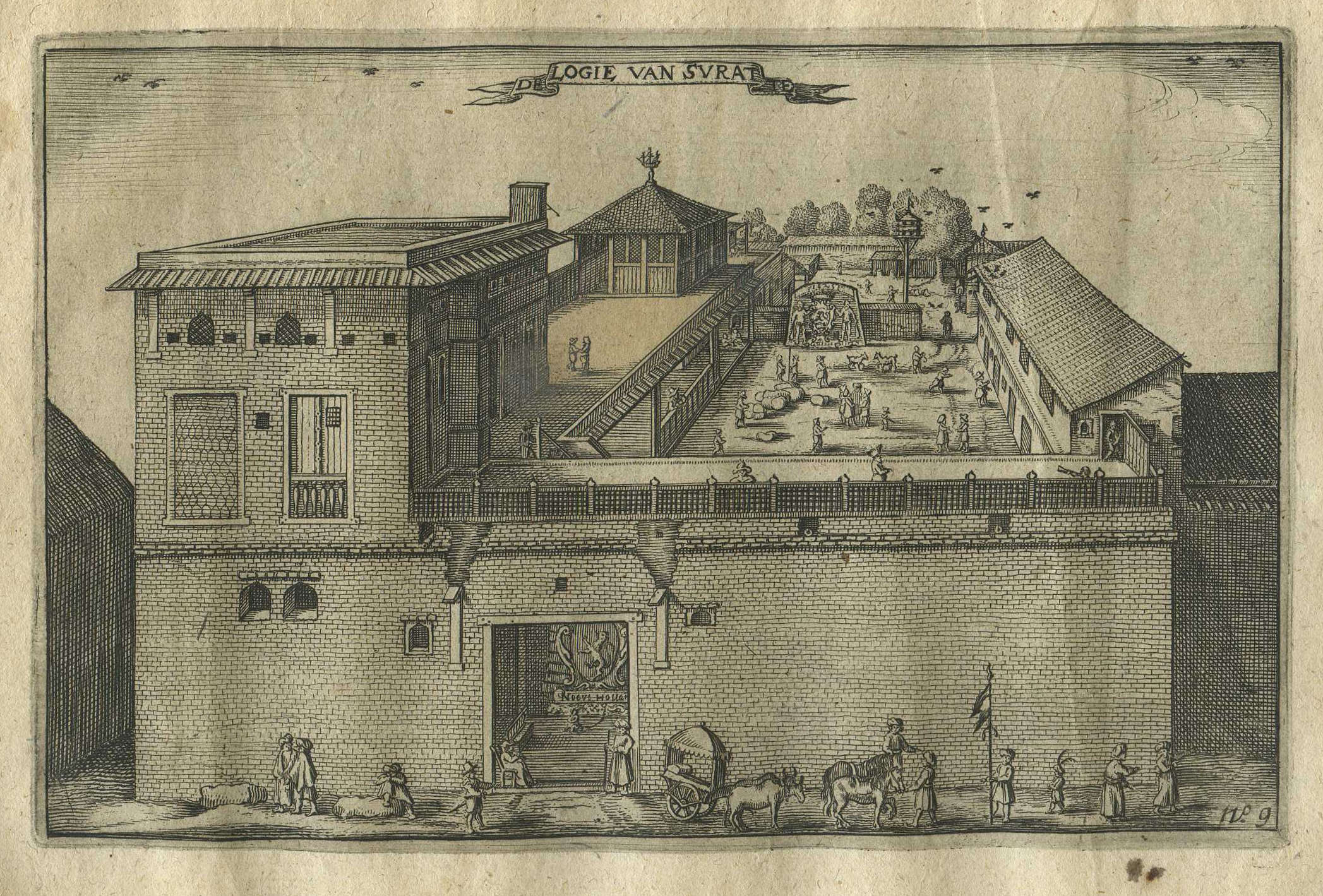
Logie van Suratte.
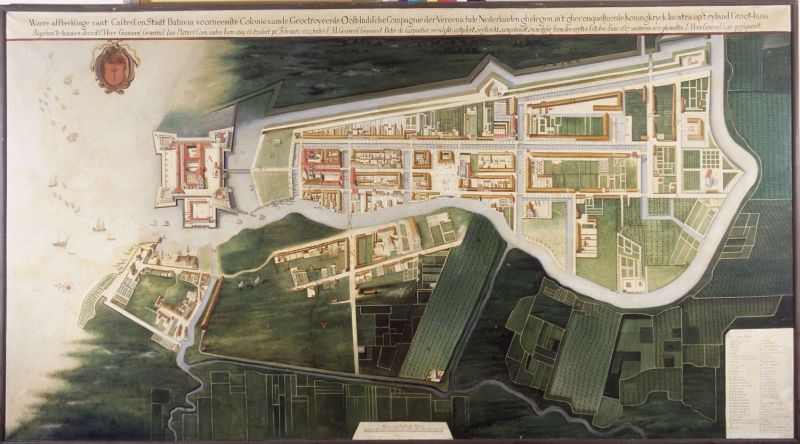
Reproductie van een plattegrond van Batavia.
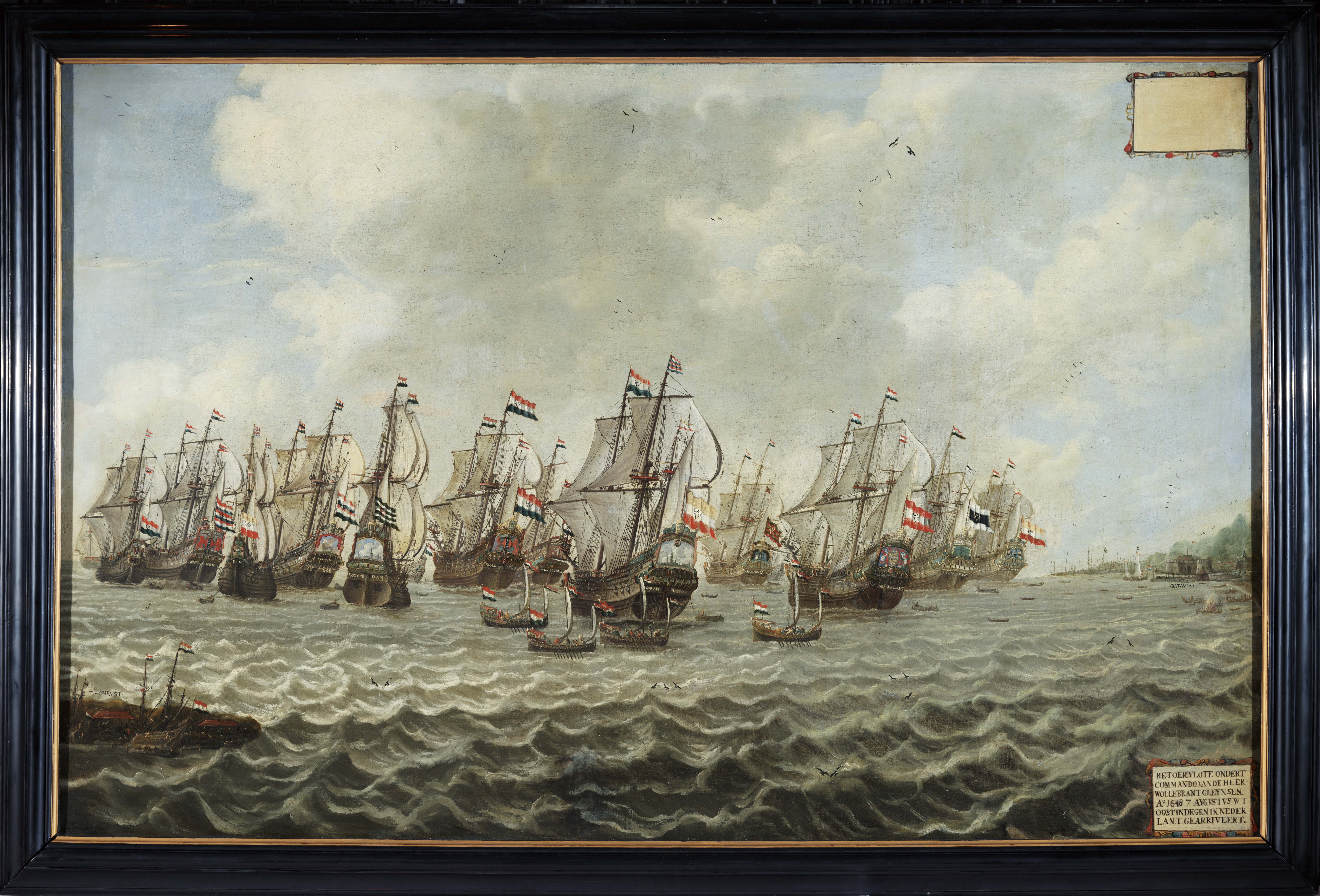
Retourvloot uit Batavia.